# Académica da Calheta
Associação Académica da Calheta do Maio is een Kaapverdische voetbalclub. De club speelt in het voetbalkampioenschap van Maio (eilanddivisie), op Maio, waarvan de kampioen deelneemt aan het Kaapverdisch voetbalkampioenschap, de eindronde om de landstitel.

## Erelijst
Voetbalkampioenschap van Maio
2006/07, 2007/08, 2013/14
Académica da Calheta · Académico 83 · Barreirense · Beira Mar · Cruzeiro · Figueirense · Miramar · Morrerense · Real Marítimo · Onze Unidos · Santana